# Saint-Martin-Labouval
Saint-Martin-Labouval är en kommun i departementet Lot i regionen Occitanien i södra Frankrike. Kommunen ligger i kantonen Limogne-en-Quercy som tillhör arrondissementet Cahors. År 2022 hade Saint-Martin-Labouval 196 invånare.

## Befolkningsutveckling
Antalet invånare i kommunen Saint-Martin-Labouval
| Referens: INSEE |